# Hospital Diospi Suyana
El Hospital Diospi Suyana es un establecimiento de atención médica. Se ubica (Dios es esperanza en quechua) en el distrito de Curahuasi. El hospital fue fundado por los alemanes Martina y Klaus-Dieter John el 31 de agosto de 2007. El hospital posee la tecnología médica más avanzada de su país. Al hospital actualmente llegan más de 30,000 personas cada año. El hospital recibe también niños y ancianos, con un servicio totalmente gratuito.